# Victor Reymonenq
Victor Reymonenq est un homme politique français né le 6 octobre 1858 à la Roquebrussanne (Var) et décédé le 3 mars 1933  à Toulon (Var).

## Biographie
Fils de paysans, il est ouvrier à l'Arsenal de Toulon. En 1902, il joue un grand rôle dans le retour en politique de Georges Clemenceau, lors de son élection comme sénateur du Var. Il est élu avec lui conseiller municipal de Toulon, avant de devenir maire de la Roquebrussanne de 1907 à 1913, et conseiller général.
Il est sénateur du Var de 1909 à 1919, et député de 1919 à 1924. Inscrit au groupe de la Gauche démocratique au Sénat et à l'action républicaine et sociale à la Chambre, il s'occupe surtout des questions ouvrières. Il ne se représente pas en 1924.